# آن لنا هانسن
 آن لنا هانسن (انگلیسی: Anne Lena Hansen؛ زادهٔ ۹ ژوئن ۱۹۷۴) یک مانکن و ملکه زیبایی اهل نروژ است. او به نمایندگی از نروژ برنده دوشیزه بین‌الملل ۱۹۹۵ شده است.